# Марина Матулович-Дропулич
Марина Матулович-Дропулич (хорв. Marina Matulović-Dropulić; нар. 21 червня 1942, Загреб) — хорватський політик, член Хорватської демократичної співдружності.

## Життєпис
У 1967 році закінчила архітектурний факультет Загребського університету. З 1967 по 1985 рік працювала інженером-конструктором, керівником будівельного майданчика, технічним директором GK Međimurje Čakovec і технічним директором Загребського інженерно-будівельного інституту.
З 1985 по 1990 обіймала посаду голови Комітету у справах будівництва та житлово-комунального господарства міста Загреба. У 1990 році стала віце-головою Виконавчої ради міста Загреба, у 1993 — віце-мером Загреба. Була мером Загреба з 1996 по 2000, перша жінка-мер цього міста.
На виборах 2000 року була обрана членом Сабору, де працювала до 2003. З 2003 року працювала міністром в уряді Іво Санадера і Ядранки Косор (до 2010).